# Bulbothrix pinguiacida
Bulbothrix pinguiacida är en lavart som beskrevs av Louwhoff & Elix. Bulbothrix pinguiacida ingår i släktet Bulbothrix och familjen Parmeliaceae.   Inga underarter finns listade i Catalogue of Life.